# Gossman Ferenc
Gossman Ferenc (Soroksár, 1870. január 1. – Vác, 1931. október 15.) magyar római katolikus pap, váci segédpüspök.

## Pályafutása
Váci tanulmányok után 1894. június 24-én szentelték pappá.
Ceglédbercelen szolgált káplánként, majd 1895-től püspöki szertartó és iktató, 1897-től levéltáros és szentszéki aljegyző, 1899-től szentszéki jegyző, 1900-tól püspöki titkár és pápai tiszteletbeli kamarás, 1905-től irodaigazgató lett. 1906-ban váci kanonoki, 1907-ben szőregi címzetes apáti, 1909-ben pápai prelátusi címet kapott.

### Püspöki pályafutása
1913. július 1-jén castoriai címzetes püspökké és váci segédpüspökké nevezték ki. Október 5-én szentelte püspökké Csáky Károly váci püspök, Balás Lajos rozsnyói püspök és Jung János váci segédpüspök segédletével.
1909-től az egyházmegyei szentszéki bíróság elnöke, 1911-től a váci Urak Mária Kongregációjának vezetője volt.